# Союнханов, Мухамед
Мухаме́д Союнха́нов (род. 5 августа 1936, Душак, Туркменская ССР, СССР) — советский и туркменский кинорежиссёр.

## Биография
Начинал как документалист. При его непосредственном участии был создан сатирический киножурнал «Найза» («Пика», туркменский аналог «Фитиля»), для которого в 1967—1969 годах снял около 20 сюжетов. С 1972 года в большом кино.
Член КПСС с 1976 года.

## Фильмография

### Режиссёр
- 1965 — Гями (д/ф)
- 1968 — Золото пустыни (д/ф)
- 1970 — Краски и ритмы Туркмении (д/ф)
- 1972 — Мой друг — Мелекуш (с Анатолием Карпухиным)
- 1973 — Надо любить (ТВ)
- 1974 — Мал, да удал (ТВ)
- 1976 — Волшебная книга Мурада (ТВ)
- 1979 — Гепард
- 1982 — Печальная повесть любви
- 1984 — Тайна Зелёного острова (ТВ)
- 1987 — Твой брат — мой брат
- 1989 — Ничего не случилось
- 1995 — Гроссмейстер

### Сценарист
- 1989 — Ничего не случилось
- 1995 — Гроссмейстер

### Актёр
- 1961 — В пути (ТВ) — проводник
- 1967 — Дорога горящего фургона — Чорлы
- 1970 — Приключения Алдара Косе с песнями, танцами и погонями (ТВ) — Алдар Косе
- 1976 — Волшебная книга Мурада (ТВ)